# Boztepe (Kırşehir)
Pour les articles homonymes, voir Boztepe.
Boztepe est une ville et un district de la province de Kırşehir dans la région de l'Anatolie centrale en Turquie.